# Tropicalia ou Panis et Circencis
Tropicália ou Panis et Circencis (traduction latine mal orthographiée de Pain et cirques ) est un album issu de la collaboration en 1968 de plusieurs artistes brésiliens, dont Gilberto Gil, Caetano Veloso, Tom Zé, Os Mutantes et Gal Costa.
Considéré comme un disque important dans le mouvement Tropicália et dans l'histoire de la musique brésilienne, il présente des arrangements orchestraux de Rogerio Duprat et des contributions lyriques de Torquato Neto,.

## Couverture
Les principaux contributeurs sont visibles sur la pochette de l'album, qui est construite comme un hommage à l'album des Beatles, Sgt. Pepper's Lonely Hearts Club Band. Assis par terre, Gilberto Gil tient la photo de remise des diplômes du poète et parolier Capinan. À gauche, tenant un pot de chambre, se trouve Rogério Duprat. À droite, Gal Costa, vêtu d'une robe jaune, se trouve à côté de Torquato Neto, avec une casquette. Caetano Veloso est à leur gauche, tenant une photo de Nara Leão. Derrière eux se trouvent Tom Zé, à droite, et Os Mutantes, à gauche (plus précisément, de gauche à droite, Arnaldo Baptista, Rita Lee et Sérgio Dias).

## Influence
Cet album est considéré comme le manifeste du mouvement Tropicalismo. Il est classé en deuxième position sur la liste Rolling Stone des 100 plus grands albums brésiliens de tous les temps.

## Fiche technique

### Liste des chansons
Liste des pistes, auteurs et interprètes d'après Mariante da Silva e Gonçalves.
| Face A | Face A             | Face A                       | Face A                                                         | Face A | Face A | Face A | Face A | Face A | Face A |
| No     | Titre              | Auteur                       | Interprète(s)                                                  | Durée  |        |        |        |        |        |
| ------ | ------------------ | ---------------------------- | -------------------------------------------------------------- | ------ | ------ | ------ | ------ | ------ | ------ |
| 1.     | Miserere Nóbis     | Capinam, Gilberto Gil        | Gilberto Gil                                                   | 3:44   |        |        |        |        |        |
| 2.     | Coração Materno    | Vicente Celestino            | Caetano Veloso                                                 | 4:17   |        |        |        |        |        |
| 3.     | Panis et Circencis | Caetano Veloso, Gilberto Gil | Os Mutantes                                                    | 3:35   |        |        |        |        |        |
| 4.     | Lindoneia          | Caetano Veloso, Gilberto Gil | Nara Leão                                                      | 2:14   |        |        |        |        |        |
| 5.     | Parque Industrial  | Tom Zé                       | Gilberto Gil, Caetano Veloso, Gal Costa, Os Mutantes et Tom Zé | 3:16   |        |        |        |        |        |
| 6.     | Geleia Geral       | Gilberto Gil, Torquato Neto  | Gilberto Gil                                                   | 3:42   |        |        |        |        |        |
| 20:48  |                    |                              |                                                                |        |        |        |        |        |        |

| Face B | Face B                              | Face B                                      | Face B                                                 | Face B | Face B | Face B | Face B | Face B | Face B |
| No     | Titre                               | Auteur                                      | Interprète(s)                                          | Durée  |        |        |        |        |        |
| ------ | ----------------------------------- | ------------------------------------------- | ------------------------------------------------------ | ------ | ------ | ------ | ------ | ------ | ------ |
| 1.     | Baby                                | Caetano Veloso                              | Gal Costa et Caetano Veloso                            | 3:31   |        |        |        |        |        |
| 2.     | Três Caravelas (Las Tres Carabelas) | Algueró Jr., Moreau. Version: João de Barro | Caetano Veloso et Gilberto Gil                         | 3:06   |        |        |        |        |        |
| 3.     | Enquanto seu Lobo Não Vem           | Caetano Veloso                              | Caetano Veloso, Gilberto Gil et Rita Lee               | 2:31   |        |        |        |        |        |
| 4.     | Mamãe, Coragem                      | Caetano Veloso, Torquato Neto               | Gal Costa                                              | 2:30   |        |        |        |        |        |
| 5.     | Bat Macumba                         | Caetano Veloso, Gilberto Gil                | Caetano Veloso, Gal Costa, Gilberto Gil et Os Mutantes | 2:33   |        |        |        |        |        |
| 6.     | Hino ao Senhor do Bonfim            | Artur de Sales, João Antônio Wanderley      | Caetano Veloso, Gal Costa, Gilberto Gil et Os Mutantes | 3:39   |        |        |        |        |        |
| 17:50  |                                     |                                             |                                                        |        |        |        |        |        |        |

### Personnel
- Rogério Duprat : arrangement et direction